# NO MA'AM

Емблема NO MA'AM

NO MA'AM — National Organization of Men Against Amazonian Masterhood (укр. БЕЗ ЖІНОК — Національна організація чоловіків проти амазонського правління) — вигадана спільнота з серіалу «Одружені … та з дітьми», створена Елом Банді.
За сім років свого існування, Ел та його друзі обговорювали жінок, як головну перешкоду для створення чудового світу. Ідея створення NO MA'AM прийшла до Ела ще у першому сезоні. Ел казав: «Це ж так чудово — бути чоловіком. Жінки були створені для того, щоб робити хатні справи. Вони повинні дивитися за дітьми коли ми гарно проводимо час. Все повинно саме бути так.»
Але Ел з друзями створюють NO MA'AM після того, як їхні дружини зривають їхню ніч гри у боулінг. За своє існування вони роблять такі речі, як створюють бейсбольну лігу, борються за існування свого улюбленого ТБ-шоу або засновують церкву для чоловіків. Постійні члени спільноти — це сам Ел, Джефферсон Д'арсі, Боб Руні, Гріфф, Айк та офіцер Ден. Але у різний час до NO MA'AM приєднувались й інші друзі Ела. Улюблене пиво спільноти — «Girlie Girl».
Також вони обожнюють стрип-бар «The Jiggly Room». Вперше бар з'являється у п'ятому сезоні, але також згадується у другому та четвертому сезонах. Ел називає бар «нудистським раєм». До дев'ятого сезону він називався «Hooters», і вже тоді змінив назву на «The Jiggly Room», але це один й той ж бар, тому що Ел з друзями завжди називають його «нудистським баром». 
Головний супротивник NO MA'AM — це F.A.N.G. — Feminists Against Neanderthal Guys (укр. Ф.А.Н.Г. — Феміністки проти хлопців-неандертальців), яку очолює сусідка Ела — Марсі Д'арсі

## Появи
- БЕЗ ЖІНОК (англ. NO MA'AM)
- Легенда про Залізноголового Гейнса (англ. The Legend of Ironhead Haynes)
- Невдалий бізнес, ч. 1 (англ. Business Sucks, Part 1)
- Все ще невдалий бізнес (англ. Business Still Sucks, Part 2)
- Чоловік на всі часи (англ. A Man for No Seasons)
- Я хочу свого "Тата-психопата", ч. 1 (англ. I Want My Psycho Dad, Part 1)
- Я хочу свого "Тата-психопата": Друга кров (англ. I Want My Psycho Dad: Second Blood, Part 2)
- І Бінго був її грою (англ. And Bingo Was Her Game-O)
- Преподобний Ел (англ. Reverend Al)
- Якою чудодійною була моя Келлі (англ. How Bleen Was My Kelly)
- Політ джмеля (англ. Flight of the Bumblebee)
- Жарт над Елом (англ. The Joke's On Al)
- Степфордська Пег (англ. The Stepford Peg)
- Жива оголена Пег (англ. Live Nude Peg)